# Ло Цинцюань
Ло Цинцюа́нь (кит. трад. 羅清泉, упр. 罗清泉, пиньинь Luó Qīngquán, ноябрь 1945 года, провинция Хубэй — 23 апреля 2021) — китайский политик.
Член КПК с 1975 года, член ЦКПД 16 созыва, член ЦК КПК 16-17 созывов.

## Биография
По национальности ханец.
В 1986—1994 гг. мэр г. Ичан, в 1992—1996 гг. пред. городского НПКСК, с 1985 года замглавы, в 1994—1996 гг. глава Ичанского горкома КПК.
В 1996—1998 годах глава провинциального департамента контроля и с 1996 года замглавы, в 1998—2002 годах глава Хубэйской провинциальной комиссии по проверке дисциплины.
С 1998 года член поскома парткома, с 1999 года замглавы парткома пров. Хубэй.
В 1999—2002 гг. глава Уханьского (столица пров. Хубэй) горкома КПК.
С окт. 2002 по дек. 2007 год губернатор пров. Хубэй.
С окт. 2007 года по 2010 год глава парткома пров. Хубэй (Центральный Китай) и пред. ПК СНП провинции (2008—2010).
В 2010—2013 гг. зампред Комитета по вопросам охраны окружающей среды и ресурсов ВСНП 11 созыва.